# Processus Lamfalussy
Le processus Lamfalussy est la démarche utilisée par l'Union européenne pour concevoir les réglementations du secteur de la finance. Ce processus porte le nom d'Alexandre Lamfalussy, qui présidait le comité consultatif qui le mit au point en mars 2001.

## Fonctionnement
Le processus Lamfalussy est composé de quatre niveaux successifs, dont l'objet est de se concentrer sur des aspects précis du travail législatif.
1. Premier niveau, l'élaboration de la législation : les institutions européennes adoptent un texte législatif selon le principe de codécision. Ce texte livre les principes directeurs de la future réglementation et donne des axes de mise en œuvre.
2. Second niveau, l'élaboration des mesures d'exécution : un comité spécialisé conçoit, en collaboration avec les autorités de régulation des états membres, les détails techniques liés à la mise en œuvre de la réglementation. Ceux-ci sont portés au vote des états membres, au travers de représentants d'organismes de contrôle nationaux du secteur de la finance concerné par la réglementation.
3. Troisième niveau, la coopération des régulateurs : les autorités de régulation nationales coordonnent leurs travaux de déclinaison des textes européens dans leur droit, afin que les réglementations des états membres divergent le moins possible.
4. Quatrième niveau, le contrôle du respect du droit : la commission européenne vérifie la conformité des réglementations nationales et prend les mesures nécessaires à l'encontre des états suspectés de contourner le règlement européen.

## Applications
- A l’automne 2002, la commission européenne a proposé d’étendre la méthode Lamfalussy aux directives relatives au secteur bancaire[2].
- Le processus Lamfalussy a été utilisé pour la première fois dans le domaine des assurances pour élaborer la réforme Solvabilité II de 2009.

## Avantages
Comparé aux méthodes traditionnelles utilisées pour légiférer, le processus Lamfalussy comporte plusieurs avantages : il améliore l'interprétation des textes ; il fait converger les pratiques de régulation ; et il élève de manière générale la qualité de la législation financière. Ces bienfaits ont particulièrement été mis en lumière lors de la conception de la directive concernant les marchés d’instruments financiers (aussi appelée directive MIF, ouen:MiFID directive en anglais).